# Szlasy Żalne
Szlasy Żalne – wieś w Polsce, w województwie mazowieckim, w powiecie przasnyskim, w gminie Krasne.  Leżą nad Pełtą.
Wieś wchodzi w  skład sołectwa Szlasy-Umiemy.
Do 2023 miejscowość była częścią wsi Szlasy-Umiemy.
Wierni Kościoła rzymskokatolickiego należą do parafii św. Mateusza w Zielonej.
W aktach metrykalnych z roku 1808, wspomniana jest w tej osadzie obecność młyna zbożowego.
W latach 1975–1998 miejscowość administracyjnie należała do województwa ciechanowskiego.